# One Love (canción de The Prodigy)
«One Love» es una canción de la banda británica de música electrónica The Prodigy, lanzada el 4 de octubre de 1993 a través del sello discográfico XL Recordings como el primer sencillo del segundo álbum de la banda, Music for the Jilted Generation (1994). La canción alcanzó el puesto número ocho en la lista de sencillos del Reino Unido y el número cinco en la lista de sencillos de baile del Reino Unido. También fue un éxito entre los 30 primeros en Suecia y Suiza.

## Inspiración
Liam Howlett lanzó por primera vez las canciones «One Love» y el remix de Jonny L como dos sellos blancos de 12 pulgadas, llamados «Earthbound 1» y «Earthbound 2».
La versión que apareció en el segundo álbum de estudio de la banda, Music for the Jilted Generation, fue la versión de edición más corta debido a que la banda tuvo que recortar parte del tiempo de ejecución del álbum para que cupiera en el CD maestro.

## Recepción de la crítica
Ian Gittins de Melody Maker sintió que «One Love» «carece de la calidad individual e inconformista que distingue a pistas como 'Everybody in the Place', y supongo que es poco probable que repita el éxito normal de las listas de éxitos de rutina de The Prodigy». Andy Beevers de Music Week nombró a la canción «Pick of the Week» en la categoría de Dance y le dio cuatro de cinco, calificándola de pista «cargada de percusión y bajos pesados». James Hamilton de Record Mirror describió a la mezcla original de «One Love» como «el almuédano de las estrellas del hardcore punzando a 148bpm frenéticos».

## Video musical
El video musical que acompaña a la canción fue creado por Hyperbolic Systems y presenta gráficos generados por computadora con imágenes ocasionales de los miembros de la banda bailando entre figuras tribales.

## Otras apariciones
En 1995, «One Love» (junto con «Voodoo People») fue incluida en la banda sonora de la película Hackers, protagonizada por Jonny Lee Miller y Angelina Jolie.

## Lista de canciones
Todas las canciones fueron escritas por Liam Howlett.

| Vinilo 12" |                                 |          |  |
| N.º        | Título                          | Duración |  |
| 1.         | «One Love» (original mix)       | 5:50     |  |
| 2.         | «Rhythm of Life» (original mix) | 5:05     |  |
| 3.         | «Full Throttle» (original mix)  | 5:28     |  |
| 4.         | «One Love» (Jonny L remix)      | 5:10     |  |

| Sencillo CD |                                 |          |  |
| N.º         | Título                          | Duración |  |
| 1.          | «One Love» (edit)               | 3:53     |  |
| 2.          | «Rhythm of Life» (original mix) | 5:05     |  |
| 3.          | «Full Throttle» (original mix)  | 5:28     |  |
| 4.          | «One Love» (Jonny L remix)      | 5:10     |  |

## Posicionamiento en listas
| Lista (1993)                          | Mejor posición |
| ------------------------------------- | -------------- |
| Países Bajos (Dutch Top 40 Tipparade) | 13             |
| Países Bajos (Dutch Single Tip)       | 2              |
| Suecia (Sverigetopplistan)            | 28             |
| Suiza (Schweizer Hitparade)           | 30             |
| Reino Unido (UK Singles Chart)        | 8              |
| UK Dance (Music Week)                 | 5              |
| UK Club Chart (Music Week)            | 26             |